# Malavita (singolo)
Malavita è un singolo del duo musicale italiano Coma_Cose, pubblicato il 26 aprile 2024 come primo estratto dall'album Vita fusa.

## Descrizione
Prodotto da Itaca, casa di produzione fondata dal duo Merk & Kremont, il brano incorpora alcuni elementi tratti dal flamenco e dalla pizzica. Descrivendo il singolo in un comunicato stampa, i Coma_Cose hanno dichiarato:
Dal 25 maggio 2025 la canzone diventa anche la sigla del programma televisivo Sarabanda Celebrity.

## Accoglienza
Federico Pucci di Fanpage.it riscontra che il testo del brano «non ha l’impronta autobiografica e riflessiva tipica della produzione precedente» del duo, associandolo «ai repertori folk, contenitori di storie, narrate sia in prima che in terza persona» di Fabrizio De André. Il giornalista afferma che vi è un cambiamento anche nelle sonorità, con l'uso di «una chitarra classica, con le corde morbide, strimpella un La minore che sale e scende secondo un movimento tipico del flamenco e ancor più della ciaccona». Anche Alessandro Alicandri di TV Sorrisi e Canzoni afferma il cambiamento nella produzione musicale del brano rispetto alla discografia degli artisti, scrivendo che «mescola sonorità smaccatamente folk con un'impostazione urban e estremamente ballabile», apprezzando la tematica femminista di «una donna immersa in un contesto sociale difficile e opprimente come quello malavitoso, che a un certo punto decide di fuggire».

## Video musicale
Il videoclip del brano, diretto da Fausto Lama, è stato pubblicato contestualmente all'uscita del singolo sul canale YouTube dei Coma Cose.

## Tracce
Testi di Fausto Zanardelli, Federica Abbate, Francesca Mesiano e Jacopo Èttorre, musiche di Eugenio Maimone, Federico Mercuri, Giordano Cremona e Leonardo Grillotti.
1. Malavita – 2:46

## Classifiche

### Classifiche settimanali
| Classifica (2024) | Posizione massima |
| ----------------- | ----------------- |
| Italia            | 7                 |

### Classifiche di fine anno
| Classifica (2024) | Posizione |
| ----------------- | --------- |
| Italia            | 42        |